# The Hart Foundation

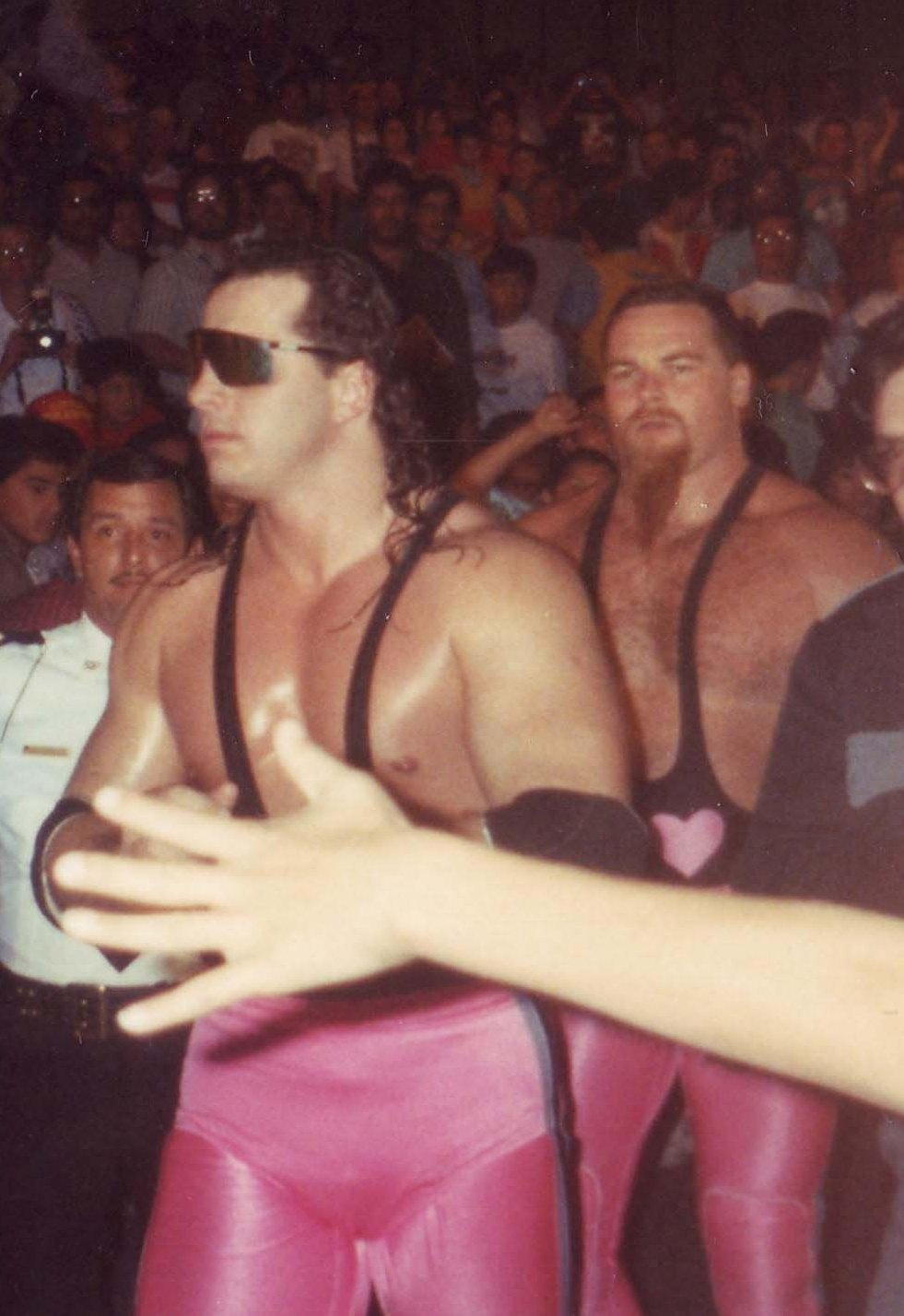
Time profissional da Hart Fundation

The Hart Fundation é um nome coletivo usado por vários stables da World Wrestling Federation (WWF). Eles estão geralmente associados a família Hart do lendário Stu Hart.